# ألفونسو برتغال
ألفونسو برتغال (بالإسبانية: Alfonso Portugal)‏ هو لاعب كرة قدم ومدرب كرة قدم مكسيكي في مركز الدفاع، ولد في 21 يناير 1934 في مدينة مكسيكو في المكسيك، وتوفي في 12 يونيو 2016 في Atlixco ‏ في المكسيك. شارك مع منتخب المكسيك لكرة القدم. أما مع النوادي، فقد لعب مع نادي أمريكا ونادي أونيفرسيداد ناسيونال ونادي نيكاكسا.

## وصلات خارجية
- ألفونسو برتغال على موقع الاتحاد الدولي (مؤرشف)  (الإنجليزية)
- ألفونسو برتغال على موقع قاعدة بيانات كرة القدم.إي يو (الإنجليزية)
- ألفونسو برتغال على موقع ناشيونال فوتبول تيمز (الإنجليزية)
- ألفونسو برتغال على موقع Soccerway.com (الإنجليزية)
- ألفونسو برتغال على موقع عالم كرة القدم.نت (الإنجليزية)